# Cholangiokarcinom

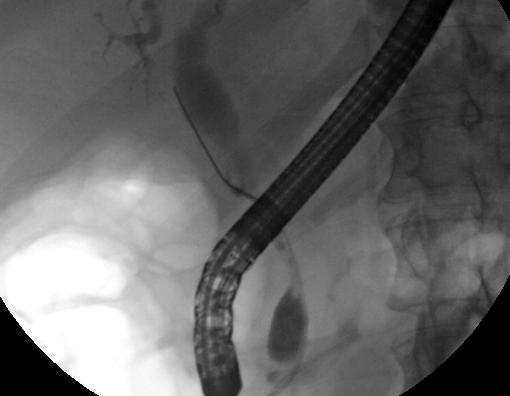
Cholangiokarcinom

Cholangiokarcinom je maligní onemocnění extrahepatálního žlučovodu pocházející ze soutoku levého a pravého jaterního kanálu do spodního konce společného žlučovodu. Mezi příznaky patří bezbolestná cholestatická žloutenka, moč tmavě žlutá nebo hnědá, stolice světlá, mírné bolesti v horním břiše po jídle, bolesti v zádech, horečka (většinou způsobena zánětem žlučovodu).